# Ein tollkühner Himmelhund
Ein tollkühner Himmelhund (Verweistitel Bullshot Crummond, Originaltitel: Bullshot) ist eine britische Komödie des Regisseurs Dick Clement aus dem Jahr 1983, die von George Harrisons Filmproduktionsgesellschaft HandMade Films produziert wurde.

## Handlung
Professor Rupert Fenton hat eine revolutionäre neue Methode zur  Herstellung eines synthetischen Benzins entwickelt. Graf Otto von Bruno entführt den Wissenschaftler, um an die Formel zu gelangen. Fentons Tochter Rosemary wendet sich daraufhin hilfesuchend an Bullshot Crummond, ein britisches Fliegerass des Ersten Weltkriegs, der in dessen Verlauf häufig in Luftkämpfe mit dem Grafen, seinem deutschen Erzfeind, verwickelt gewesen war. Rosemary trägt derweil unwissentlich den vermissten Teil der Formel die ganze Zeit in einem Medaillon bei sich.
Crummond setzt sich zusammen mit Rosemary auf die Spur des Grafen, der sich bei einer Verfolgungsjagd zunächst absetzen kann, als Crummond einen schweren Unfall hat. Unverletzt gelingt es Crummond und Rosemary, in das Versteck des Grafen einzudringen, wo sie in eine Falle geraten und von einem Oktopus angegriffen werden. Aus der Falle entkommen, stellt er den Grafen bei einem Säbelduell. Dieses verliert Crummond zwar zunächst, triumphiert jedoch am Ende.

## Hintergrund
Die Geschichten der Bulldog Drummond Pulp-Magazin-Romanreihe von Herman Cyril McNeile wurden vielfach verfilmt, beginnend im Jahr 1923. Ab 1937 produzierte Paramount Pictures eine 9-teilige Serie von B-Movies. In der durch die James-Bond-Filmreihe ausgelöste Agentenfilmwelle der 1960er Jahre entstanden zwei Filme mit Richard Johnson in der Titelrolle; die Agentenkomödie Heiße Katzen zählt Quentin Tarantino laut eines Variety-Interviews zu seinen Lieblingsfilmen.
Ein tollkühner Himmelhund basiert auf einem von Ronald E. House und Diz White erdachten Bühnenwerk aus dem Jahr 1974, in welchem die Figur Bulldog Drummond als Bullshot Crummond parodiert wurde. House und White übernahmen auch die Hauptrollen in der Verfilmung. In Nebenrollen sind die erfolgreichen britischen Komiker Mel Smith und Billy Connolly zu sehen. Cameoauftritte haben die Musiker Ray Cooper und Larry Smith, beide Freunde von George Harrison, der Komponist der Filmmusik, John Du Prez, sowie Zoot Money.
Die deutschsprachige DVD erschien 2009 bei Spirit Media / Koch Media GmbH.

## Synchronisation
| Rolle                   | Schauspieler     | Synchronsprecher        |
| ----------------------- | ---------------- | ----------------------- |
| Bullshot Crummond       | Alan Shearman    | Wolfgang Draeger        |
| Rosemary Fenton         | Diz White        | Renate Danz             |
| Graf Otto von Bruno     | Ronald E. House  | Edgar Ott               |
| Lenya von Bruno         | Frances Tomelty  | Ilse Pagé               |
| Dobbs                   | Ron Pember       | Friedrich W. Bauschulte |
| Crouch                  | Mel Smith        | Peter Schiff            |
| Prof. Rupert Fenton     | Michael Aldridge | Klaus Sonnenschein      |
| Falkenauge McGillicuddy | Billy Connolly   | Franz Otto Krüger       |

## Kritik
„In den dreißiger Jahren gelingt es einem englischen Superhelden, seinem deutschen Widersacher die Formel zur Herstellung eines synthetischen Benzins abzujagen. Eine größtenteils vergnügliche Parodie auf Superheldentum und britisches Nationalbewußtsein.“

„Bullshot is a satire that contains a good many wonderful things, but it does not contain (...) essential ingredients, and so it fails.“